# Tortella involutifolia
Tortella involutifolia är en bladmossart som beskrevs av Hugh Neville Dixon 1932. Tortella involutifolia ingår i släktet kalkmossor, och familjen Pottiaceae. Inga underarter finns listade i Catalogue of Life.